# Heinrich Schreiber (Politiker)
Heinrich Schreiber, auch Heinrich Brunsrot, gen. Scriver, Hinricus Schriptor oder Heinrich Snak gen. Brunsrode gen. Schreiber (* ca. 1445 in Halberstadt; † nach 31. Mai 1532/1533 ebd.) war Parteigänger der Reformation, Bergbauunternehmer in Wernigerode und Bürgermeister von Halberstadt.

## Leben
Aufstieg als Unternehmer
Mutmaßliche Vorfahren, etwa Henning Scriver (1434 'burmester'), wurden im Urkundenbuch Halberstadt als Bürgermeister erwähnt. Heinrich Schreibers Vater war Eggeling Brunsrode (auch: Eggeling Snak gen. Brunsrode), der 1428 Prokurator und 1430 Stadtschreiber von Halberstadt auf einer Mission nach Pressburg war und um 1464/69 in Halberstadt verstarb. Heinrich Schreiber studierte vermutlich Jura und war 1461 als Hinricus Brunsrode de Halberstad in Leipzig immatrikuliert. In den Folgejahren, etwa 1487, wurde er bei mehreren Erbfällen in der Familie erwähnt. 1510 bis 1523 war er als Hinricus Schriptor de Wernigrode Mitglied der Kaufleuteinnung in Halberstadt, und war zudem der Vorsteher der dortigen Kramer- und Gewandschneidergilde.
Er vereinbarte 1511 mit Graf Botho zu Stolberg, und den Gesellschaftern Henning von Damm, Arnt Plaggemeyer und Heinrich Türcke aus Braunschweig, den Bau der Seigerhütte Wernigerode, die diese mitsamt Hüttenhof und Graben als Erblehen erhalten sollten. Zudem kaufte er, als Bürger von Wernigerode erwähnt, im Jahr 1515 die Eisenhütte Lüdershof bei Elbingerode mit dem Recht, Befestigungen zu errichten. Später erhielt er durch den Grafen Botho auch die niedere Gerichtsbarkeit über Lüdershof sowie den Erlass des Erbenzinses und die Genehmigung der Anlage eines neuen Schachtes und der Verhüttung anderer Erze.
Bürgermeister und Parteigänger der Reformation
Von 1510 bis 1520 war er, von den katholischen Bischöfen Ernst und Albrecht bestätigt, auch einer der Bürgermeister von Halberstadt, nämlich dritter Bürgermeister 1510 und 1517 und zweiter Bürgermeister 1511, 1518, 1521 und 1522 (laut Konfirmationsurkunde des Magistrats). Als Amtsträger in Halberstadt war Heinrich Schreiber ein militanter Anhänger der Reformation. Nach einem missglückten Versuch im Oktober 1514, die Klöster in Halberstadt aufzuheben und ihre Güter in das Eigentum der Gemeinde zurückzuführen, leistete er einen Urfehdeschwur nach einer Turmhaft und musste eine Strafe von 1000 Goldgulden zahlen. 1523 unternahm er einen zweiten Versuch in Form eines gewaltsamen Sturms auf das Johanniskloster, was ihm die Verhaftung durch die Croppenstedter Reiter und den Stiftshauptmann des Klosters einbrachte, der Schreiber zuvor mit der Armbrust eigenhändig aus dem Sattel geschossen hatte. Nach Gefangenschaft im Turm von Schloss Gröningen und Überführung in die Moritzburg zu Halle wurde auf Bitten der Söhne und Schwiegersöhne gegen Lösegeld entlassen, jedoch vom Schöppenstuhl zu Leipzig zu Prügel mit Ruten und zum Abhauen der Schwurfinger wegen Meineids verurteilt. Die Körperstrafe wurde jedoch durch Kardinal Albrecht in eine Geldstrafe, wieder in Höhe von 1000 Goldgulden, umgewandelt.
Bürger in Wernigerode und Appellant
Nach erneutem Urfehdeschwur und fruchtlosen Klagen von Verwandten vor dem Reichskammergericht auf Rückgabe der Geldstrafe, hielt sich Schreiber mit Frau und Schwiegermutter wohl überwiegend in Wernigerode auf. In den Jahren 1524 bis 1527 wurden zudem zwei Häuser und weitere Halberstädter Güter Schreibers anderen Besitzer übergeben, um aufgrund seiner Abwesenheit unbezahlte Darlehenszinsen einzunehmen. Eine diesbezügliche Klage, seitens Schreibers Bevollmächtigtem, dem Ersamen Heinrichen Remeling meynem angebornn freunde, 1526 und eine Appellation beim Bischof 1527 blieben erfolglos, und auch die Appellationsklage Schreibers vor dem Reichskammergericht wurde zurückgewiesen.

## Familie
Er war zweimal verheiratet, zuerst mit einer Fredeke N.N. († zwischen 1487 und 1511) und sodann mit Odilie Lemme († nach 1525), einer Tochter des Hans Lemme, der 1491 ein Haus am Kornmarkt zu Halberstadt besaß. Aus den Ehen entsprangen zwei namentlich bekannte Kinder:
- Seine Tochter Anna Margaretha Schreiber (* in Halberstadt; † 1548 in Aschersleben) heiratete 1515/1525 den Ascherslebener Ratsherren und Unternehmer Marcus Müller aus einer vermögenden Patrizierfamilie.
- Sein Sohn Albrecht wurde zunächst Bürger in Wernigerode, sodann in Goslar und verkaufte im Jahr 1540 mit Vollmacht des Schwagers Marcus Müller die Eisenhütte Lüdershof.